# Luis Salom
Luis Jaime Salom Horrach (em catalão:  Lluís Jaume Salom Horrach, Palma de Maiorca, 7 de agosto de 1991 — Barcelona, 3 de junho de 2016) foi um piloto espanhol de motociclismo.

## Carreira
Salom iniciou a carreira disputando provas em motos de 50 cilindradas, aos 8 anos de idade. Em 2005, passou a correr na categoria 125cc, também em campeonatos regionais. Profissionalizou-se em 2009, na mesma categoria da MotoGP. Em 3 temporadas, o máximo que Salom obteve foram 2 segundos lugares, nos GPs da Holanda e da Austrália de 2011. Pela Moto3, em 2012 conquistou suas primeiras vitórias como piloto profissional, e conseguiu ser vice campeão mundial.
Em 2013 somou grandes vitórias na equipe Red Bull KTM Ajo, e levou a disputa do titulo ate na ultima etapa em Valencia na Espanha, cujo era líder do campeonato e bastava uma terceira colocação para ser campeão mundial, mas faltando dez voltas para o final da prova, sua moto saiu a frente e levou Salom ao chão, perdendo a chance de ser campeão para Maveric Viñales.
Em 2014, foi promovido à Moto2, na equipe da Pons Pagiñas Amarillas, Salom conquistou seu primeiro  pódio na terceira etapa do mundial, e teve boa estreia durante o ano. 
Já em 2015 Salom não teve um ano muito bom, varias quedas o impediram de chegar ao topo da categoria.
A temporada 2016 começou bem para Salom, que chegou em segundo lugar, também na etapa Qatar. Ele ainda completou outras 4 etapas fora da zona de pontuação e abandonou o GP da Itália.

## Morte
Durante o segundo treino livre para o GP da Espanha, disputado no Circuito da Catalunha, Salom caiu na curva Europcar, uma das mais rápidas do traçado, e, segundo um amigo do italiano Valentino Rossi, a moto foi reto em direção à barreira de pneus, e após atingi-la, caiu sobre o piloto, que foi levado ao Hospital Geral da Catalunha, mas não resistiu e morreu, aos 24 anos de idade. Antes da confirmação da morte, o segundo treino livre foi cancelado.